# ويليام جيمس شو
ويليام جيمس شو (بالإنجليزية: William James Shaw)‏ هو شخصية أعمال أمريكي، ولد في 22 سبتمبر 1877 في بارنيت في الولايات المتحدة، وتوفي في 1 مارس 1939 في كالوكان في الفلبين.